# Таганрогский округ (Северо-Кавказский край)
Таганрогский округ — административно-территориальная единица Донецкой губернии УССР, Юго-Восточной области и Северо-Кавказского края РСФСР.

## История
Таганрогский округ был образован в 1923 году в составе Донецкой губернии Украинской ССР. Центром округа был назначен город Таганрог.
В соответствии с постановлением Президиума ВЦИК 1 октября 1924 года Таганрогский округ вошёл в состав Юго-Восточной области РСФСР.
В 1929 году Таганрогский округ был объединён с Донским округом, который получил наименование Донской. Окружным центром вновь образованного объединённого Донского округа Северо-Кавказского края был определён город Таганрог.
В августе 1930 года Донской округ был ликвидирован. Районы стали подчинятся непосредственно Северо-Кавказскому крайисполкому. Город Таганрог, являвшийся окружным центром Донского округа стал самостоятельной административно-хозяйственной единицей напрямую подчинявшейся крайисполкому.

## Административное деление
По данным на 1926 год в Таганрогском округе было:
городов — 1;
районов — 5;
сельсоветов — 62;
населённых пунктов — 714.
Городские поселения:
- город Таганрог.

Районы:
- Голодаевский,
- Матвеево-Курганский,
- Николаевский,
- Советинский,
- Федоровский.

## Население округа
Примечательно, что население Таганрога с 1863 года по 2023 год увеличилось в десять раз: с 24 304 человек до более чем 245 тысяч по результатам последней переписи в 2021 году. Мужчин до гражданской войны в Таганроге было больше, чем женщин. А сейчас 44,7% горожан — мужчины, 55,3% — женщины. Средний возраст современного таганрожца 45 лет, в конце 19 века он составлял 27 лет.
Таганрог всегда был многонациональным городом, к примеру, в 1897 году более 5% населения составляли евреи, 2% — греки. Было 90% православных, 5,7% — иудеев, 2% — католиков.
Интересно, что в 1926 году русских в Таганроге проживало меньше половины, 47% из 86 тысяч человек. Значительную часть населения города составляли украинцы —более 29 тысяч. К 1989 году украинцев проживало в Таганроге около 15 тысяч человек. По данным последней переписи населения, в Таганроге не все горожане согласились назвать свою национальность. Более 200 тысяч таганрожцев отнесли себя к русским. Украинцами назвали себя — 2855 человек, 1643 — армяне, 533 — азербайджанцы, 344 — белорусы, 272 — татары и 135 — евреи. 
Население округа в 1926 году составляло 267,5 тыс. человек. Из них: украинцы — 71,7 %; русские — 22,0 %; немцы — 3,2 %; евреи — 1,0 %.
По итогам Всесоюзной переписи населения 1926 года население Таганрогского округа выглядело следующим образом:
|                               | мужчин | женщин | Обоего пола |
| Всего по городским поселениям | 41241  | 45203  | 86444       |
| Сельские местности:           |        |        |             |
| Голодаевский район            | 12129  | 12798  | 24927       |
| Матвеево-Курганский район     | 19678  | 20956  | 40634       |
| Николаевский район            | 25353  | 28020  | 53373       |
| Советинский район             |        |        |             |
| Фёдоровский район             |        |        |             |
| По сельским местностям:       | 87727  | 94223  | 181950      |
| Всего по округу:              | 128968 | 139426 | 268394      |

Городские поселения:
Таганрог гор.:
|                                 | мужчин | женщин | Обоего пола |
| Всего населения:                | 41241  | 45203  | 86444       |
| в том числе казаков             | 1201   | 1262   | 2463        |
| Из общего количества населения: |        |        |             |
| великороссов                    | 22707  | 25045  | 47752       |
| украинцев                       | 14015  | 15888  | 29903       |
| евреев                          | 1236   | 1397   | 2633        |
| белоруссов                      | 988    | 941    | 1929        |
| поляков                         | 421    | 404    | 825         |
| греков                          | 273    | 330    | 603         |
| армян                           | 291    | 266    | 557         |
| немцев                          | 248    | 222    | 470         |
| татар                           | 132    | 109    | 241         |
| латышей                         | 103    | 49     | 152         |
| айсор                           | 71     | 79     | 150         |